# San Esteban de Gormaz
San Esteban de Gormaz település Spanyolországban, Soria tartományban. San Esteban de Gormaz Fuentecambrón, Miño de San Esteban, Langa de Duero, Alcubilla de Avellaneda, Fuentearmegil, Burgo de Osma-Ciudad de Osma, Fresno de Caracena, Carrascosa de Abajo, Montejo de Tiermes, Liceras és Ayllón községekkel határos. Lakosainak száma 2935 fő (2024).

## Népesség
A település népessége az elmúlt években az alábbi módon változott:
| Lakosok száma | 3362 | 3299 | 3283 | 3314 | 3223 | 3067 | 3021 | 3005 | 2910 | 2935 |
|               | 2001 | 2004 | 2007 | 2009 | 2012 | 2014 | 2017 | 2019 | 2022 | 2024 |